# NGC 1411
NGC 1411 est une petite galaxie lenticulaire située dans la constellation de l'Horloge. NGC 1411 a été découverte par l'astronome britannique John Herschel en 1835. Cette galaxie a aussi été observée par l'astronome américain Lewis Swift le 3 octobre 1897 et elle a été ajoutée plus tard à l'Index Catalogue sous la cote IC 1943.

## Caractéristiques
Sa vitesse par rapport au fond diffus cosmologique est de 910 ± 12 km/s, ce qui correspond à une distance de Hubble de 13,4 ± 1,0 Mpc (∼43,7 millions d'al).
À ce jour, cinq mesures non basées sur le décalage vers le rouge (redshift) donnent une distance de 14,852 ± 4,609 Mpc (∼48,4 millions d'al), ce qui est à l'intérieur des valeurs de la distance de Hubble.
NGC 1411 a été utilisée par Gérard de Vaucouleurs comme une galaxie de type morphologique SA(l)00 dans son atlas des galaxies,.

## Supernova
La supernova SN 1976L a été découverte dans NGC 1411 le 28 octobre par Halton Arp et un dénommé Madore (Barry Madore ?). Le type de cette supernova n'a pas été déterminé.

## Groupe de NGC 1433, de NGC 1448, de NGC 1493 et l'amas du Fourneau
Selon Richard Powell du site « Un Atlas de l'Univers », NGC 1411 fait partie du groupe de NGC 1433 qui compte 10 galaxies. Les autres galaxies de ce groupe sont NGC 1448, NGC 1433, NGC 1493, NGC 1494, NGC 1495, NGC 1527, IC 1970, IC 2000 et ESO 249-36 (PGC 14225) Ce groupe fait partie de l'amas du Fourneau.
Toutefois, selon un article publié par A.M. Garcia en 1993, NGC 1411 fait partie du groupe de NGC 1448 qui comprend cinq galaxies. En plus de NGC 1448, les trois autres galaxies du groupe sont IC 1970, PGC 13390 et PGC 13409. Les autres galaxies du groupe de NGC 1433 de Powell se retrouvent dans le groupe de NGC 1493 indiqué dans l'article de Powell.
La distance moyenne des galaxies groupe de NGC 1433 de Powell est de 15,5 Mpc, celle du groupe de NGC 1448 de 15,1 Mpc et celle du groupe de NGC 1493 de 14,8 Mpc. Les galaxies NGC 1433, NGC 1495, NGC 1527 et PGC 14225 du groupe de NGC 1433 (Powell) ne figurent ni dans le groupe de NGC 1448 ni dans celui de NGC 1493. Si on réunissait toutes les galaxies mentionnées par Powell et Garcia en un seul groupe, celui-ci renfermerait 15 galaxies dont la distance moyenne serait de 14,1 ± 1,7 Mpc.